# Theodor Gardell
Petter Theodor Gardell (i riksdagen kallad Gardell i Gans), född 1 augusti 1872 i Lokrume församling, Gotlands län, död 19 maj 1953 i Näs församling, Gotlands län, var en svensk politiker (Bondeförbundet) och hemmansägare.
Gardell blev hemmansägare 1895, då han köpte Gansgård i Gans på Gotland. Han var kommunpolitiker som ordförande i kommunalstämman från 1898, ledamot av Gotlands läns landsting från 1910 och ledamot av riksdagens andra kammare från 1921.
Theodor Gardell var gift med Ellen Maria Lorentina Georgsdotter (1871–1940).